# Провулок Діани Петриненко (Черкаси)
Провулок Діани Петриненко — провулок в Черкасах.

## Розташування
Провулок є доволі довгим і простягається у південно-східному напрямку. Починається він від вулиці Кривалівської і проходить до вулиці В'ячеслава Чорновола і далі до вулиці Новопречистенської, але не доходить до неї, так як впирається у багатоповерховий будинок, який стоїть перпендикулярно до нього. Друга частина починається від вулиці Новопречистенської і простягається у тому ж напрямку до вулиці Різдвяної, але знову ж таки не доходить до неї, так як на його шляху збудовано перпендикулярний до нього багатоповерховий будинок. Третя частина має схоже планування — починається від вулиці Різдвяної, але не доходить до вулиці Юрія Іллєнка, так як на шляху провулка збудовано багатоповерховий будинок.

## Опис
Провулок не асфальтований. Забудований лише приватними будинками від 1 до 81 та від 2 до 84 номера.

## Походження назви
Спочатку провулок був названий на честь 19-річного Героя Радянського Союзу, учасника другої світової війни Олександра Матросова. 
На сесії Черкаської міської ради 22 грудня 2022 перейменували на провулок Діани Петриненко, на честь української співачки.